# Torneo Acropolis 1997
Il Torneo Acropolis 1997 si è svolto dal 12 al 14 giugno 1997.
Gli incontri si sono svolti nell'impianto ateniese "Palasport della Pace e dell'Amicizia".
Emblematica è stata la vittoria italiana in questa edizione, quando con alla guida Ettore Messina, l'Italia batté la Grecia, che in quell'edizione festeggiava il decennale della vittoria all'Europeo 1987. La vittoria andò all'Italia di Gregor Fučka e Carlton Myers, che poche settimane dopo vinse l'argento all'Europeo di Barcellona.

## Squadre partecipanti
1. Francia
2. Germania
3. Grecia
4. Italia

## Risultati
| Atene 12 giugno | Italia | 71 – 56 | Francia | Palasport della Pace e dell'Amicizia |

| Atene 12 giugno | Grecia | 83 – 65 | Germania | Palasport della Pace e dell'Amicizia |

| Atene 13 giugno | Italia | 69 – 56 | Germania | Palasport della Pace e dell'Amicizia |

| Atene 13 giugno | Grecia | 82 – 70 | Francia | Palasport della Pace e dell'Amicizia |

| Atene 14 giugno | Germania | 78 – 85 | Francia | Palasport della Pace e dell'Amicizia |

| Atene 14 giugno | Grecia | 77 – 84 | Italia | Palasport della Pace e dell'Amicizia |

## Classifica Finale
| -  | Team     | PT | V - P | PF - PS   |
| -- | -------- | -- | ----- | --------- |
| 1. | Italia   | 6  | 3 - 0 | 224 - 189 |
| 2. | Grecia   | 4  | 2 - 1 | 242 - 219 |
| 3. | Francia  | 2  | 1 - 2 | 211 - 231 |
| 4. | Germania | 0  | 0 - 3 | 206 - 230 |

## MVP
| Titolo | Giocatore     | Nazionalità |
| ------ | ------------- | ----------- |
| MVP    | Carlton Myers | Italia      |